# One Direction: This Is Us
One Direction: This Is Us è un film-documentario del 2013 sulla vita degli One Direction. Alternando spezzoni di concerti dal vivo a diverse curiosità sul gruppo, il film racconta la storia dei componenti della band e del loro successo: Niall Horan, Zayn Malik, Liam Payne, Harry Styles e Louis Tomlinson, dai loro inizi con la competizione al reality X-Factor, fino al successo, incluso il concerto della famosa arena O2 di Londra.
Il film è diretto da Morgan Spurlock e prodotto da Simon Cowell, Adam Milano, Spurlock e Ben Winston.

## Distribuzione
Il film è stato distribuito nelle sale britanniche nel 2013, mentre in quelle italiane è visibile poco dopo, dal 5 settembre dello stesso anno.